# LOHAS
LOHAS（ロハス、ローハス）とは、英語の "lifestyles of health and sustainability" (健康で持続可能な、またこれを重視する生活様式) の頭文字をとった略語で、「健康と地球環境」意識の高いライフスタイルを指す用語である。
元々は、1990年後半にアメリカの西部コロラド州ボルダー周辺で生まれたもので、社会学者のポール・レイ (P. H. Ray) と心理学者のシェリー・アンダーソン (S. R. Anderson) による全米10万人以上を対象にした社会調査を基に生み出されたマーケティングコンセプトである。彼らはこの調査から、TraditionalsやModernsに属さない層「カルチュアル・クリエイティブ」(CC) という層を導き出した。この層は、エコロジーや環境、人間関係、平和、社会主義などの世界的な課題や、自己実現、自己表現など自分に高い関心を持つ層であり、全米で5000万人がこのような価値観を持つとされた。この結果に対し、エコロジー製品企業ガイアム (Gaiam) の社長ジルカ・リサビ (J. Rysavy) がレイに提案し、ロハス (LOHAS) というマーケティングコンセプトが生まれた。
アメリカでは毎年LOHAS市場を拡大するためのLOHAS会議が開催されている。2002年、日本経済新聞がLOHASを紹介する記事を掲載した。
日本では2004年（平成16年）頃からライフスタイルを表現する言葉として注目されたが、現在は定義が曖昧なバズワードの一つとして扱われている。定義の曖昧さを逆手に取りエコロジカルなイメージを商品やビジネスに関連付けるために用いられることも少なくなかったが、それもSDGs（エスディージーズ）に取って代わられている。

## 世界展開

### アメリカにおける LOHAS
アメリカの調査機関NMIが、LOHAS層を「環境と健康に関心、社会に対する問題意識、自己啓発・精神性の向上に関心が高く、実際の行動に移す人々」と定義し、2002年よりその割合を調査している。この調査にはカルチュアル・クリエイティブズを提唱したレイもアドバイザーとして協力している。2005年の調査によるとアメリカの成人人口の23％がLOHAS層だという（他、LOHAS層に近いが行動に至らない NOMADICS: 39％、価値観を特に持たないCENTRISTS: 27％、日々の生活に追われる INDIFFERENTS: 12％）。
- アメリカでは「LOHAS」という言葉はビジネス用語として普及しており、一般消費者にはほとんど知られていない。一般消費者向けの「LOHAS」という言葉は、日本で最も普及しており、次いでアジア各国（韓国、台湾など）から発信されていると言える。

### 日本におけるロハス
日本経済新聞が2002年（平成14年）9月、大和田順子によるLOHASを紹介する記事を掲載。その後、月刊誌『ソトコト』が2004年（平成16年）4月号でロハス特集を組むなど、マスメディアが注目したことでロハスが広まっていった。2005年（平成17年）より、イースクエアがNMIと同様の調査を日本でも行っている。同年の調査によると、日本の成人の29 %がLOHAS層だという（他、NOMADICS: 27 %、CENTRISTS: 28 %、INDIFFERENTS: 16 %）。
- 日本では、「健康と環境を志向するライフスタイル」と意訳され、スローライフやエコに続いて広まった。一般的には、健康や癒やし・環境やエコに関連した商品やサービスを総称してロハスと呼び、ロハス的な事・物に興味を持つ人をロハスピープルと呼ぶ。2011年（平成23年）からは太陽光発電分野においてロハスグループが注目され、さらにLOHAS層が増加した。
- 他人に対し、同じライフスタイルを無理に啓蒙しようとしたり、或いは無理をしてまで自己のライフスタイルとして教条的に貫徹させようとしている人に対し、批判的立場から皮肉を込めて「ほっこりすと」という蔑称も造語された。

## ビジネスとしてのロハス
2005年における米LOHASマーケット規模は2兆円、5年以内には20兆円とも言われている。

## LOHASの5大マーケット
頭文字をとってSHAPEと呼ばれている
Sustainable Economy（持続可能な経済）
グリーン都市計画、SRI、省エネルギー商品、代替エネルギー、フェアトレード等。
Healthy Lifestyle（健康的なライフスタイル）
自然食品、サプリメント、オーガニック、マクロビオティック等。
Alternative Healthcare（代替医療）
ホメオパシー、アーユルヴェーダ、自然治療、東洋医学、鍼治療、レイキ等。
Personal Development（自己開発）
メンタルトレーニング、スピリチュアル、ヨガ、ピラティス、瞑想法、自己啓発、アート、能力開発等。
Ecological Lifestyle（エコなライフスタイル）
リフォーム、環境配慮住宅、家庭用品、エコツーリズム等。

## 消費者としてのロハス
ロハスピープルとも言われ、エコや健康、自己開発や社会的責任をもって意識的な消費を心がける。ロハスピープルの情報源は、マスコミよりも専門家の意見やクチコミを重視する傾向にある。

## ロハス関連団体

### ロハスクラブ
有限責任中間法人。ロハスクラブの活動内容は、「ロハス商品の審査・承認」、「ロハスマークの発行・許諾」、「ロハスデザイン大賞の運営」「ロハス・ライセンスビジネスの展開」と発表されている。
- 代表：小黒一三（トド・プレス代表、『ソトコト』編集長　J-WAVE『LOHAS TALK』ホスト）
- 理事：坂本龍一（音楽家）、福岡伸一（分子生物学者・青山学院大学理工学部教授）、大井法子（弁護士・虎ノ門総合法律事務所）、長友啓典（アートディレクター・K2）

#### ロハスデザイン大賞
ロハスクラブが主催し、環境省が後援するコンテストで、「個人」「企業・事業・プロダクト」「環境活動」に賞を与える。

### NPOローハスクラブ
ロハスコンシェルジェの資格をとれるロハスアカデミーなどを主催

### LOHAS WORLD（Organic Forum Japan）
2003年国内で初めてのLOHASの推進団体として活動を始める。2006年2007年国内初ロハス展示会LOHAS WORLD SPRINGやロハスビジネスマッチング、2006年～2008年カリフォルニア州サンタモニカ、マリナデルレイ、ボールダーLOHAS会議への参加、ビジネスツアーなどを主催。愛犬と健やかなライフスタイルをテーマとしたドッグクラブといったクラブ制度も発足。2007年沖縄ロハスフェスティバルを宜野湾コンベンションホールにて主催開催。2009年グリーンEXPOを横浜パシフィコで主催プロデュース開催。同時に大手百貨店にてグリーンライフスタイルゾーンの催事をエシカルブランドとして催事展開。2015年9月一般社団法人Organic Forum Japan設立、2016年11月 第1回オーガニックライフスタイルEXPOが東京国際フォーラムで開催以降、2020年第5回オーガニックライフスタイルEXPO浜松町産業貿易センターで開催。国内のオーガニックライフスタイルビジネスの推進の柱の一つとなる。
ロハスビジネスアライアンス（LBA）
ロハスの価値観に基づくビジネスを活性化するプラットフォームとなる活動を通じて、LOHAS分野での事業創造・発展に寄与し、人々の健康と持続可能な社会の実現に貢献する。

## 『ソトコト』と三井物産によるロハスの商標登録

### 商標の自由化
「ロハス」の商標登録を行いライセンスビジネスを計画していたトド・プレス（『ソトコト』を発行する木楽舎のグループ企業）と三井物産両社は、シャープの販売促進コピー「LOHASのタネ入っています。シャープの家電」に対して商標権侵害である旨警告を行なった事もあるが、2006年（平成18年）5月、他社から商標使用料を取るのをあきらめ、他社が使っても抗議しないと決めた。

### 商標取得の経緯
『ソトコト』を編集しているトド・プレスが中心となり、1業種1社を基本としてロハスという言葉の使用権利を販売するライセンスビジネスを展開する予定であったが、自由化に伴い事実上の中止になった。トド社社長であり『ソトコト』編集長の小黒一三は、ロハスという言葉を知る前に新しい消費者層が出てきたと感じ、ロハスという言葉が都市生活者のライフスタイルの新しい呼称としてぴったりだと思った、と語っている。

#### 登録状況
| 登録番号 | 登録日         | 権利者               |
| -------- | -------------- | -------------------- |
| 4601848  | 2002年9月6日   | 株式会社イースクエア |
| 4780327  | 2004年6月18日  | 明治製菓株式会社     |
| 4824414  | 2004年12月10日 | 株式会社トド・プレス |

#### 出願状況
| 出願番号                | 出願日         | 出願人                         |
| ----------------------- | -------------- | ------------------------------ |
| 2005-23813              | 2005年3月17日  | 三井不動産株式会社             |
| 2005-034900             | 2005年4月19日  | ロハスソーラージャパン株式会社 |
| 2005-058902             | 2005年5月24日  | 株式会社トド・プレス           |
| 2005-034900             | 2005年6月29日  | 株式会社電通                   |
| 2005-071817             | 2005年7月19日  | 太陽住宅株式会社               |
| 2005-072490,91,92,93,94 | 2005年8月4日   | 株式会社トド・プレス           |
| 2005-086509,10,11,12,13 | 2005年9月14日  | 三井物産株式会社               |
| 2005-087217             | 2005年9月16日  | 株式会社IOND University        |
| 2005-099021             | 2005年10月11日 | 加藤敏春                       |

### ライセンスを買った企業
- 読売新聞
  - 読売新聞のロハスについて宣伝/ソトコト2005年1月号、64 - 65ページ
- 三菱地所
  - マンションM.M.TOWERS FORESISの宣伝/ソトコト2005年1月号、1 - 2ページ
  - マンションM.M.TOWERS FORESISの宣伝/新聞広告や中吊り広告など多数

## 略年表
- 1998年 レイとアンダーソンによって「カルチュアル・クリエイティブズ」の存在が確認される
- 2000年 レイ、アンダーソンによって『The Cultural Creatives』が出版される
- 2000年 レイとGAIAMによってLOHASが生まれる
- 2000年 米で第１回LOHAS会議が開催される
- 2002年 8月 LOHAS株式会社がLOHAS事業を開始
- 2002年 9月 日経新聞がLOHASに関する大和田順子の記事を掲載
- 2002年 10月　NPO法人フューチャー500、株式会社イースクエアがポール・レイ他を日本に招聘、国連大学でLOHASに関する初のシンポジウムを開催する
- 2004年 3月 NPOローハスクラブ設立
- 2004年 3月 『ソトコト』が4月号でロハスを特集
- 2004年 10月 『MYLOHAS（マイロハス）』創刊
- 2004年 11月 LOHAS WORLD サイトオープン
- 2005年 6月 有限責任中間法人ロハスクラブ サイトオープン
- 2006年 4月 展示会 LOHAS WORLD SPRING 2006 が開催される
- 2006年 4月 LOHAS WORLDが米国LOHAS Forumと提携
  - 第10回米LOHAS会議(サンタモニカ)が開催され視察ツアー＆ジャパンパビリオン開催
- 2006年 6月 ロハスの商標が事実上の自由化へ
- 2007年 4月 展示会 LOHAS WORLD SPRING 2007 が開催される
- 2007年 5月 第11回米LOHAS会議(マリナデルレイ）が開催される
- 2007年 7月 ロハス・ビジネス・アライアンス (LBA) 発足、米国LOHAS Forumと提携
- 2007年 9月 展示会 LOHAS WORLD 沖縄ロハスフェスティバル が開催される
- 2008年 5月 第12回米LOHAS会議(ボールダー）が開催される
- 2009年 5月 第13回米LOHAS会議(ボールダー）が開催される
- 2009年 7月 展示会 グリーンEXPOが開催される
- 2016年 第1回オーガニックライフスタイルEXPOが開催される

## 雑誌
- ソトコト（木楽舎）
- MYLOHAS（インフォバーン）
- ku:nel（クウネル）（マガジンハウス）
- 日経エコロジー（日経BP）
- 通販生活（カタログハウス）

## TV・ラジオ番組
- LOHAS SUNDAY（J-WAVE 王理恵がナビゲーターを務める）
- LOHAS TALK（同上 Jam the WORLD内 ナビゲータは小黒一三）
- Love our Bay（ベイエフエム 開局 - 2011年9月）
- Dr.月尾 地球の方程式（TBSニュースバードのTV番組。5回にわたりLOHASを取り上げた）
- ロハスな生活（テレビ東京: 2005年7月 - 9月、ナレーター: 大橋マキ、企画構成：わぐりたかし）
- Happy! LOHAS（BS朝日: 2006年4月 - 2007年9月、ナビゲーター: 大橋マキ、企画構成: わぐりたかし　「ソトコト」のTV版）
- しあわせロハス（BS朝日: 2007年10月 -、ナビゲーター: SHIHO）

## 風刺作品
- アニメ「ザ・シンプソンズ」
  - シーズン22 第10回「クールママの集い（原題："Moms I'd Like to Forget"）」（専門チャンネルFOX）
  - シーズン24 第7回「目指せ、クールダディー（原題："The Day the Earth Stood Cool"）」（専門チャンネルFOX）
  - シーズン28 第14回「山を越えるチリドッグ（原題："Fatzcarraldo"）」（専門チャンネルFOX）
- コミックス・アニメ・ドラマ「笑ゥせぇるすまん」
  - 第60回 「家庭菜園」
  - 第77回 「クリーン症候群」
  - 第98回 「ブルー・アイ・ジャパニーズ」
- 映画「ケロッグ博士（The Road to Wellville）」（1994年、アメリカ作品） - 監督：アラン・パーカー、主演：アンソニー・ホプキンス
- コミックス・ドラマ「ホットマン」
- コミックス・アニメ・映画「デトロイト・メタル・シティ」